# Купинський заказник
Ку́пинський зака́зник — гідрологічний заказник місцевого значення в Україні. Розташований у межах Шепетівського району Хмельницької області, неподалік від села Купине. 
Площа 12 га. Статус надано згідно з рішенням 14 сесії обласної ради народних депутатів від 25.12.1992 року № 7. Перебуває у віданні ДП «Шепетівський лісгосп» (Климентовецьке л-во, кв. 44, вид. 13). 
Статус надано з метою збереження частини сфагнового болота, яке підтримує гідрологічний режим річки Цвітоха (притока Горині). Зростає рідкісна болотна рослинність, зокрема плаун булавовидний і андромеда багатолиста. 
Розріджена лісова рослинність представлена сосною звичайною та березою пухнастою. У трав'яному покриві зростають пухівка піхвова, багно болотне, журавлина болотна. На підвищених ділянках трапляються чорниця, брусниця, щитник шартський. Сфагнові мохи формують майже суцільний покрив. 
У периферійній частині заказника трапляються очеретяно-сфагнові угруповання. Тут зростають образки болотні, вовче тіло болотне, кизляк болотний, осоки пухнастоплода, сірувата та чорна, пухівка вузьколиста, молінія блакитна, а також плаун колючий, занесений до червоної книги України. 
Тваринний світ заказника типовий для Полісся. У зимовий період виявлено сліди лося та сарни європейської. Найпоширеніші види птахів: зяблик, ковалик жовтобровий, щеврик лісовий, корольок жовтоголовий, мухоловка-білошийка, повзик, вівчарик-ковалик, дятел великий строкатий, вівсянка звичайна, синиця велика, дрізд співочий та чорний. Зрідка трапляються жовна чорна, крук та сойка.